# 18号弗吉尼亚州州道
維吉尼亞州18號公路（Virginia State Highway 18）是美國維吉尼亞州的重要公路之一，連接Paint Bank的維吉尼亞州311號公路和考文頓(Covington)的美國國道220。於1933年建成，全長41.62公里。